# Вилья-Майнеро
Вилья-Майнеро (исп. Villa Mainero) — малый город в Мексике, штат Тамаулипас, административный центр муниципалитета Майнеро. Численность населения, по данным переписи 2010 года, составила 386 человек.

## Общие сведения
Поселение было основано 2 марта 1785 года как асьенда Иносенсио-Матео-де-ла-Парра.
3 июля 1924 года, поселение получило статус вилья и название Mainero, в честь губернатора штата Тамаулипас — Гуадалупе Майнеро (1896—1901).